# Film norvegesi proposti per l'Oscar al miglior film straniero
Nel corso degli anni, sei film norvegesi sono stati candidati al Premio Oscar nella categoria miglior film straniero, ma nessuno ha conquistato il premio.
| Anno | Film                                                           | Regia                            | Risultato     |
| ---- | -------------------------------------------------------------- | -------------------------------- | ------------- |
| 1958 | Nove vite (Ni liv)                                             | Arne Skouen                      | Candidato     |
| 1963 | Kalde spor                                                     | Arne Skouen                      | Non candidato |
| 1981 | Liv og død                                                     | Petter Vennerød e Svend Wam      | Non candidato |
| 1982 | Julia Julia                                                    | Petter Vennerød e Svend Wam      | Non candidato |
| 1983 | Leve sitt liv                                                  | Petter Vennerød e Svend Wam      | Non candidato |
| 1985 | Høvdingen                                                      | Terje Kristiansen                | Non candidato |
| 1986 | Hustruer - ti år etter                                         | Anja Breien                      | Non candidato |
| 1987 | Hard asfalt                                                    | Sølve Skagen                     | Non candidato |
| 1988 | L'arciere di ghiaccio (Ofelaš)                                 | Nils Gaup                        | Candidato     |
| 1989 | Is-slottet                                                     | Per Blom                         | Non candidato |
| 1990 | Lekce Faust                                                    | Martin Asphaug                   | Non candidato |
| 1991 | Herman                                                         | Erik Gustavson                   | Non candidato |
| 1992 | Frida - med hjertet i hånden                                   | Berit Nesheim                    | Non candidato |
| 1993 | Krigerens hjerte                                               | Leidulv Risan                    | Non candidato |
| 1994 | Telegrafisten                                                  | Erik Gustavson                   | Non candidato |
| 1995 | La lunga estate di Otto (Ti kniver i hjertet)                  | Marius Holst                     | Non candidato |
| 1996 | Kristin Lavransdatter                                          | Liv Ullmann                      | Non candidato |
| 1997 | Gli angeli della domenica (Søndagsengler)                      | Berit Nesheim                    | Candidato     |
| 1998 | Posta celere (Budbringeren)                                    | Pål Sletaune                     | Non candidato |
| 1999 | Bare skyer beveger stjernene                                   | Torun Lian                       | Non candidato |
| 2000 | Suffløsen                                                      | Hilde Heier                      | Non candidato |
| 2001 | Da jeg traff Jesus... med sprettert                            | Stein Leikanger                  | Non candidato |
| 2002 | Elling                                                         | Petter Næss                      | Candidato     |
| 2003 | Tyven, tyven                                                   | Trygve Allister Diesen           | Non candidato |
| 2004 | Kitchen Stories - Racconti di cucina (Salmer fra kjøkkenet)    | Bent Hamer                       | Non candidato |
| 2005 | Hawaii, Oslo                                                   | Erik Poppe                       | Non candidato |
| 2006 | Vinterkyss                                                     | Sara Johnsen                     | Non candidato |
| 2007 | Reprise                                                        | Joachim Trier                    | Non candidato |
| 2008 | Tatt av Kvinnen                                                | Petter Næss                      | Non candidato |
| 2009 | Il mondo di Horten (O' Horten)                                 | Bent Hamer                       | Non candidato |
| 2010 | Max Manus                                                      | Joachim Rønning e Espen Sandberg | Non candidato |
| 2011 | Engelen                                                        | Margreth Olin                    | Non candidato |
| 2012 | Sykt lykkelig                                                  | Anne Sewitsky                    | Non candidato |
| 2013 | Kon-Tiki                                                       | Joachim Rønning e Espen Sandberg | Candidato     |
| 2014 | Jeg er din                                                     | Iram Haq                         | Non candidato |
| 2015 | 1001 Gram                                                      | Bent Hamer                       | Non candidato |
| 2016 | Bølgen                                                         | Roar Uthaug                      | Non candidato |
| 2017 | La scelta del re                                               | Erik Poppe                       | Short-list    |
| 2018 | Thelma                                                         | Joachim Trier                    | Non candidato |
| 2019 | Cosa dirà la gente (Hva vil folk s)                            | Iram Haq                         | Non candidato |
| 2020 | Out Stealing Horses - Il passato ritorna (Ut og stjæle hester) | Hans Petter Moland               | Non candidato |
| 2021 | Håp                                                            | Maria Sødahl                     | Short-list    |
| 2022 | La persona peggiore del mondo (Verdens verste menneske)        | Joachim Trier                    | Candidato     |
| 2023 | Krigsseileren                                                  | Gunnar Vikene                    | Non candidato |
| 2024 | La canzone della terra (Fedrelandet)                           | Margreth Olin                    | Non candidato |
| 2025 | Armand                                                         | Halfdan Ullmann Tøndel           | Short-list    |

| Non candidato | Il film è stato proposto dalla Norvegia, ma non è stato candidato dall'Academy of Motion Picture Arts and Sciences. |
| Short-list    | Il film è entrato nella "short-list" stilata a gennaio dei nove candidati per l'Oscar al miglior film straniero.    |
| Candidato     | Il film è entrato a far parte dei cinque candidati per l'Oscar al miglior film straniero.                           |
| Vincitore     | Il film ha vinto l'Oscar al miglior film straniero.                                                                 |